# Элиза (программа)
Элиза (англ. ELIZA) — компьютерная программа виртуального собеседника, созданая  в 1960-х Джозефом Вейценбаумом. Программа имитирует диалог терапевта с пациентом, реализуя технику активного слушания, и является одним из прототипов искусственного интеллекта.
ELIZA — первая в истории компьютерных наук программа, общающаяся с человеком на естественном языке. Эта программа — важный этап в разработке технологий искусственного интеллекта.

## История
Алан Тьюринг на заре развития вычислительной техники выдвинул идею о необходимости развивать взаимодействие человека и машины на естественном языке.
Джозеф Вейценбаум (англ. Joseph Weizenbaum), который был членом команды General Electric, создавшей первый компьютер для банковских расчётов в 1955 году, в 1963 году стал преподавать в Массачусетском технологическом институте (МИТ, англ. MIT) а должности приходящего ассоциированного профессора.
Вейценбаум во время работы в General Electric создал язык анализа текстовых списков SLIP. В Лаборатории искусственного интеллекта МИТ (англ. MIT Artificial Intelligence Laboratory) он написал на нём программу, общающуюся с человеком на естественном языке и имитирующую доверительный разговор врача с пациентом. В диалоге с пользователем Элиза выступает как психотерапевт, работающий методом клиентоцентрированной психотерапии.
Вейценбаум назвал свою программу ELIZA по имени героини фильма Моя прекрасная леди (англ. My Fair Lady) Элизы Дулитл.
Размер программы составляет 420 строк на языке MAD-SLIP (англ. Michigan Algorithm Decoder Symmetric List Processor). Вскоре энтузиасты переписали код Элизы на языке программирования LISP (поскольку интерпретатор оригинального кода уже тогда был редкостью), и программа стала очень популярной в мире.
ELIZA была первой программой, анализировавшей естественный язык, что стало важной вехой в области искусственного интеллекта, и закрепило роль Вейценбаума в истории компьютерных наук.
В дальнейшем исходный оригинальный код Элизы был утерян, и в 2021 году был обнаружен в бумагах её создателя историком МИТ Майлсом Кроули (англ. Myles Crowley) и когнитивистом Джеффом Шрагером (англ. Jeff Shrager) из Стэнфордского университета.
В 21 веке не осталось компьютеров, на которых можно выполнить оригинальный код Элизы, написанный на MAD-SLIP, и нашедшим текст программы исследователям пришлось не только расшифровать записи Вейценбаума, но также и создать эмулятор компьютера с этим мёртвым языком программирования, чтобы запустить Элизу в её исходном виде. В ходе работы они обнаружили ошибку в коде, но не стали её исправлять, чтобы сохранить поведение оригинальной программы.

## Схема работы
Алгоритм программы ELIZA заключается в формировании ответов на основе реплик человека.
Программа по большей части просто перефразирует высказывания пользователя, примеры:
1. «У меня болит голова» — «Почему вы говорите, что у вас болит голова?»  (выделена неизменяемая часть).
2. На высказывание «Мой отец меня ненавидит» Элиза отреагировала на ключевое слово «отец»: «Кто ещё из семьи вас ненавидит?»

Элиза выделяет значимые слова из принятой фразы и подставляет их в шаблон ответа. «Пародия» на человека может раскрыться сразу или после нескольких диалогов, в зависимости от того, как пользователь будет вести беседу. Иногда возникали забавные ситуации, когда увлечённый пользователь через несколько минут убеждался в отсутствии у машины понимания сути вопросов. Всё происходило из-за того, что человек придаёт каждому слову смысл, а машина интерпретирует слово как символьные данные.
Не находя вариантов для ответа, Элиза обычно отвечает «I see» («Понятно») и переводит разговор на другую тему.

## Цель создания
Иногда неаккуратно говорится[кем?], что Элиза «имитирует» психотерапевта. Вейценбаум сказал, что Элиза представляет собой «пародию» того, как мог бы отвечать психотерапевт при первой беседе с пациентом. Вейценбаум выбрал для программы направление психотерапии, чтобы проследить сложности, возникающие при создании базы знаний о реальном мире (см. Онтология (информатика)). Психотерапевтическая ситуация — одна из немногих, в которой допускается отвечать вопросами, а вопросы имеют маленькую информационную нагрузку. Например, на фразу «Кто ваш любимый композитор?» можно свободно ответить «А вас интересует эта тема?» или «А кто ваш любимый композитор?»
Неправильное отношение к программе беспокоило Вейценбаума и заставило его написать книгу «Возможности вычислительных машин и человеческий разум. От суждений к вычислениям» (англ. ), в которой он разъясняет пределы возможностей компьютеров.
В 1966 году интерактивные компьютеры были в новинку. Только через 15 лет перестанут быть чем-то сверхъестественным персональные компьютеры, и через 30 лет многие люди познакомятся с такими естественно-языковыми сервисами Интернета, как Ask.com или интерактивными системами в ПК (например, Помощник в Microsoft Office). 
Хотя над разработкой этих систем трудились годами (а «Ecala» превзошла возможности Элизы, будучи создана за две недели одним программистом), Элиза остаётся важным этапом в развитии ПО, просто потому что это первая программа, превратившая строгое человеко-машинное взаимодействие в иллюзию человеческого общения.
После Элизы были созданы и другие подобные программы. Интерфейсные возможности Элизы были воплощены в некоторых компьютерных играх.

## Эффект Элизы
Ассоциирование символов (слов, знаков) с понятиями у человека получило название «эффекта Элизы». Например, при перегрузке операций в объектно-ориентированном программировании знаку сложения, как правило, назначается подобающее действие, хотя оно может быть любым.